# Давестра (Белуно)
Давестра (итал. Davestra) је насеље у Италији у округу Белуно, региону Венето.
Према процени из 2011. у насељу је живело 54 становника. Насеље се налази на надморској висини од 473 м.